# 蛋白質電泳

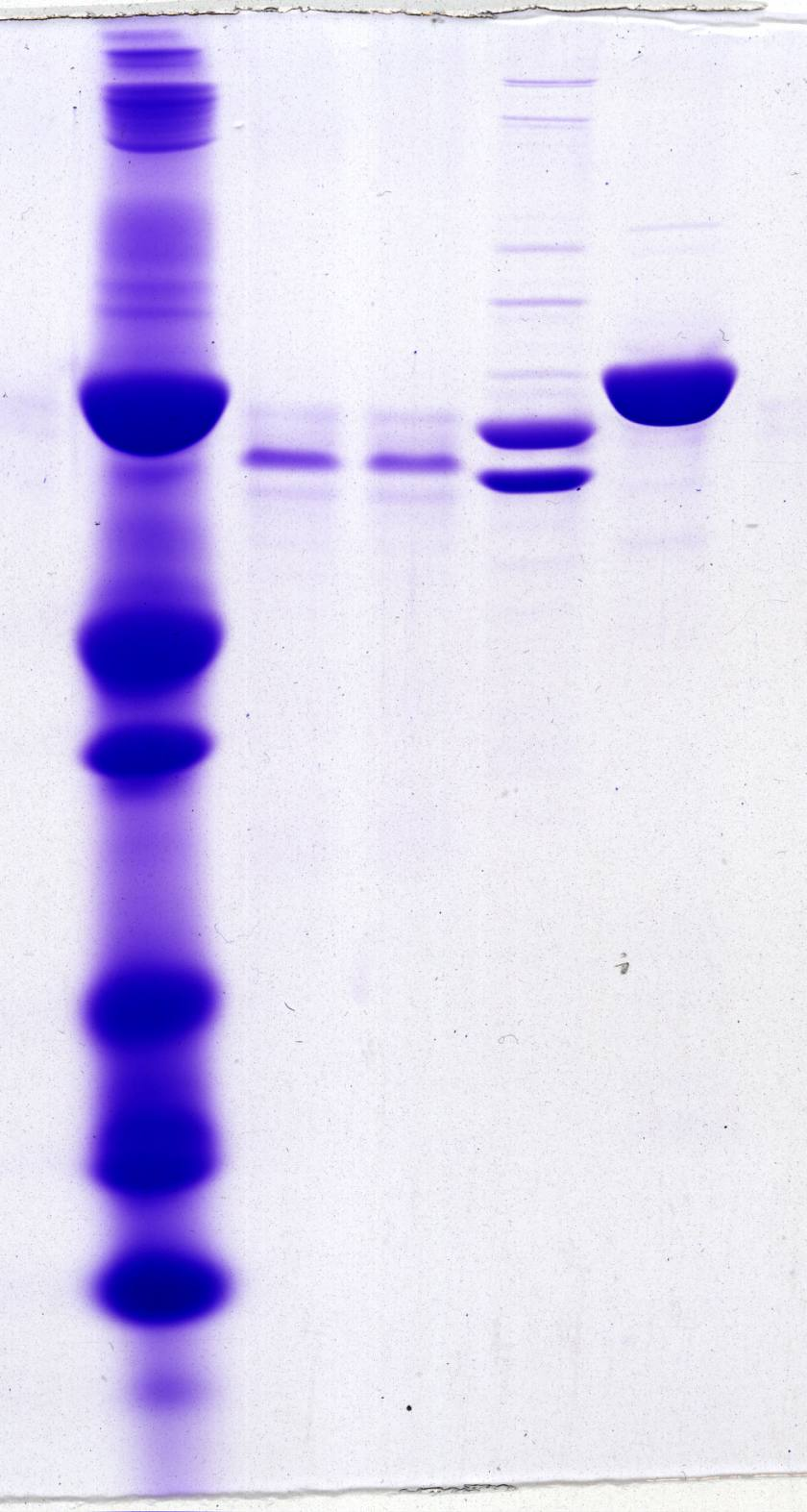
藉SDS-PAGE分离的蛋白质, 考马斯亮蓝染色法

蛋白质电泳（英語：Protein electrophoresis）是根据蛋白质带电量或分子量的大小把不同的蛋白质分开，起到分离纯化的效果。根据带电量分离的叫“等电点电泳”（二維電泳），根据分子量分的是用“十二烷基硫酸鈉聚丙烯酰胺凝膠電泳”。后者的运用较广泛，与转膜技术，抗原抗体反应，和成像技术合起来就是分子生物学实验室常用的“蛋白质印迹法”（western blotting）。